# Inversione di Brunhes-Matuyama
L'inversione di Brunhes-Matuyama è stato un evento geologico occorso approssimativamente 780.000 anni fa, quando il campo magnetico terrestre subì l'ultima inversione della polarità in ordine di tempo. Il processo potrebbe aver richiesto alcune migliaia di anni, con una durata apparente compresa tra 1.200 e 10.000 anni, il che lo classificherebbe come escursione geomagnetica, con una variabilità funzione della latitudine o causata da effetti locali dovuti ad anomalie magnetiche derivanti da effetti non dipolo-dipendenti del campo magnetico terrestre.
Il fenomeno è utile per la datazione dei sedimenti oceanici e prende il nome dai fisici Bernard Brunhes e Motonori Matuyama.
Con l'inversione si è passati da una epoca a "polarità inversa" detta Matuyama, ad una epoca a "polarità normale", il Brunhes, che è quella in cui viviamo. Questo processo di inversione di polarità è avvenuto molte altre volte nella storia del pianeta così come mostra la GITS - Scala delle Polarità Geomagnetiche - nota con buona accuratezza per gli ultimi 5 milioni di anni, ma che è stato possibile ricostruire fino al Cretacico.